# Pedro de Lara
Pedro Ferreira dos Santos, mais conhecido como Pedro de Lara (Bom Conselho, 25 de fevereiro de 1925 — Rio de Janeiro, 13 de setembro de 2007), foi um ator e comediante brasileiro. Dentre suas múltiplas atividades, atingiu status de celebridade como "jurado carrasco" de programas de calouros.

## Biografia
No final da década de 1960 Pedro de Lara foi um dos jurados da Buzina do Chacrinha na Rede Tupi, paralelamente à sua atuação na Rádio Tupi do Rio de Janeiro num quadro em que interpretava sonhos. Na segunda metade dos anos 70 Pedro passou a fazer parte do júri do Show de Calouros , onde tinha uma "rivalidade amigável" com Sérgio Mallandro, que lhe pregava várias peças, as quais lhe deixavam "fulo da vida" e o fazia persegui-lo, no Programa Silvio Santos. De 1980 em diante, Pedro participou do programa do palhaço Bozo, um grande sucesso da TVS e do SBT durante a década de 1980. Pedro foi o inventor de Salci Fufu, parceiro de Papai Papudo (Gibe) e Vovó Mafalda (Valentino Guzzo).
Como ator, Lara também participou de diversas produções do gênero pornochanchada, durante os anos 1970 e inícios de 1980. Entre esses filmes, destacam-se Emoções Sexuais de um Cavalo (1986), A Máfia Sexual (1986), Bonitas e Gostosas (1979), As Taradas Atacam (1978) e As 1001 Posições do Amor (1978).
Em 1984, Lara escreveu, produziu e estrelou o filme infantil Padre Pedro e a Revolta das Crianças.
Pedro de Lara também foi astrólogo nas revistas Amiga e Sétimo Céu e radialista na Rádio Atual, além de empresário de sua esposa Mag de Lara, escritor, ator e cantor. Em suas próprias palavras: "No meu disco o pau come, é nordestino da bexiga porreta!".

## Últimos Anos
Sua última atuação como jurado em televisão se deu no programa Gente que Brilha, do SBT. Posteriormente, continuou atuando como jurado em clubes, boates, feiras e concursos por todo o Brasil. Nos últimos anos de vida, Pedro de Lara lançou o Livro da Sabedoria, que contém pensamentos como “Todo pai corujão faz do seu filho um bobão” e “Na vida tem que ter estilo, quem não tem, não é isso nem aquilo”.
Em um de seus livros, A porta proibida, Pedro fala sobre o comportamento do homem após a criação da primeira porta da humanidade. Vulgaridade, pederastia e outros comportamentos são discorridos sob a ótica do artista.

## Morte
Pedro de Lara morreu no dia 13 de setembro de 2007, no Rio de Janeiro vítima de câncer de próstata, aos 82 anos de idade. Deixou viúva, Mag de Lara, e quatro filhos. Foi sepultado no Cemitério de São Francisco Xavier no dia seguinte.

## Filmografia

### Cinema
| Ano  | Título                                   | Papel       |
| ---- | ---------------------------------------- | ----------- |
| 1996 | Homem Sem Terra - A Volta de João Amorim | -           |
| 1986 | Emoções Sexuais de um Cavalo             | Juvenal     |
| 1986 | A Máfia Sexual                           | Advogado    |
| 1985 | As Aventuras de Sérgio Mallandro         | Dom Pedro   |
| 1984 | Padre Pedro e a Revolta das Crianças     | Padre Pedro |
| 1983 | Loucuras, o Bumbum de Ouro               | -           |
| 1979 | Bonitas e Gostosas                       | -           |
| 1978 | As 1001 Posições do mor                  | -           |
| 1978 | As Taradas Atacam                        | -           |
| 1978 | Elke Maravilha Contra o Homem Atômico    | -           |
| 1975 | Quando as Mulheres Querem Provas         | -           |
| 1975 | O Estranho Vício do Dr. Cornélio         | James       |

### Televisão
| Ano            | Título                  | Papel              |
| -------------- | ----------------------- | ------------------ |
| 2004           | Meu Cunhado             | Piloto de Avião    |
| 2003           | Quem Te Viu, Quem Te Vê | Pai de Maria Odete |
| 2000/2001      | Show do Ratinho         | Jurado             |
| 1999           | Ô... Coitado!           | Pedro de Vara      |
| 1997 2004/2005 | Gente que Brilha        | Jurado             |
| 1981/1991      | Bozo                    | Salci Fufu         |
| 1977-1992      | Show de Calouros        | Jurado             |
| 1969/1972      | Buzina do Chacrinha     | Jurado             |